# حمیدآباد (تاکستان)
حمیدآباد (تاکستان)، روستایی از توابع بخش خرمدشت شهرستان تاکستان در استان قزوین ایران است.

## جمعیت
این روستا در دهستان افشاریه قرار دارد و براساس سرشماری مرکز آمار ایران در سال ۱۳۸۵، جمعیت آن ۳۷ نفر (۹خانوار) بوده‌است.